# Annasz syn Setiego

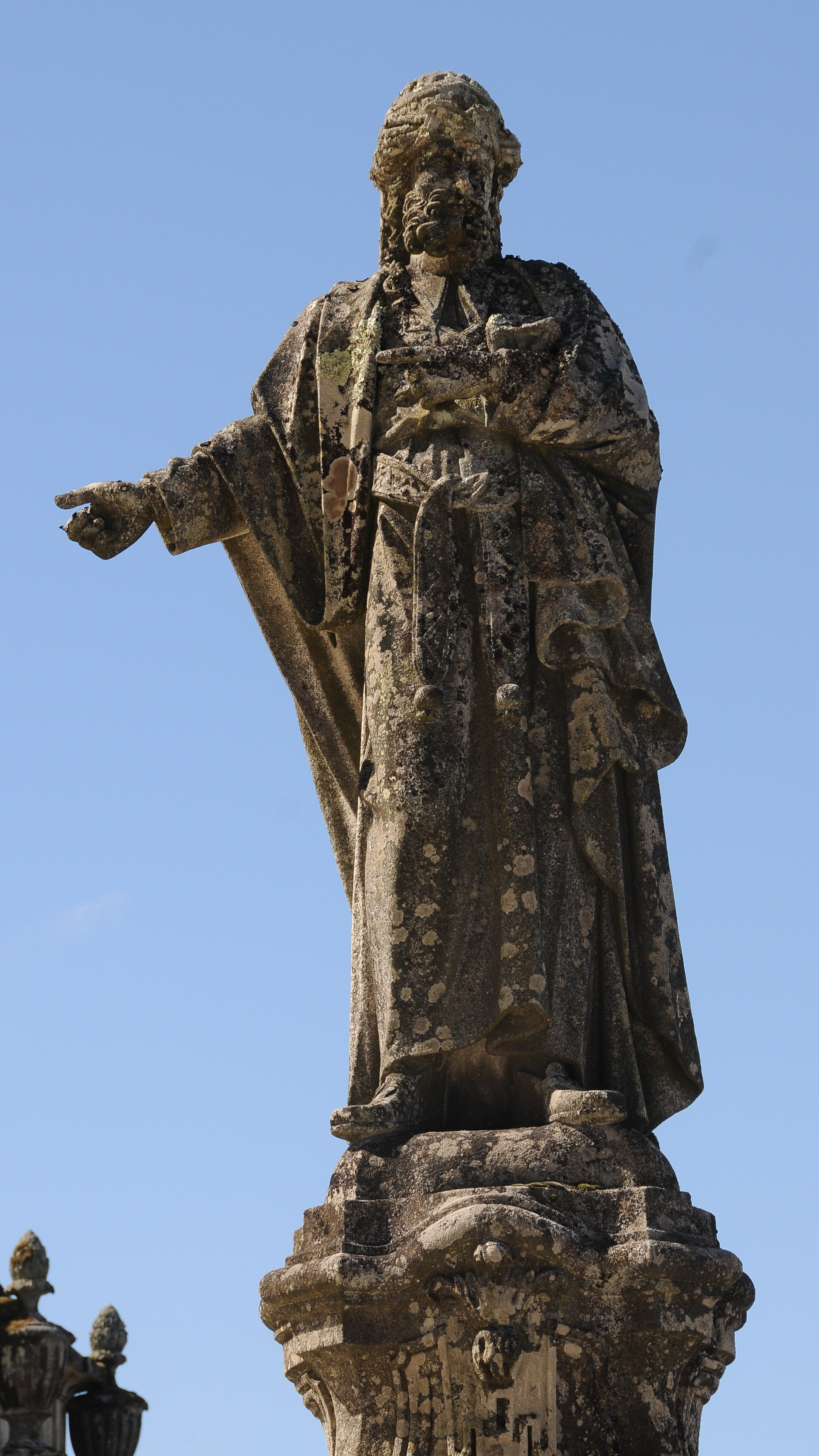
Statua Annasza w Bradze

Annasz syn Setiego (zm. po 33) – arcykapłan żydowski w latach 6-15.
Pochodził z rodu Sadokitów. Został mianowany arcykapłanem w 6 roku przez Kwiryniusza, rzymskiego legata w Syrii. Zastąpił w ten sposób Joazara syna Boetosa.
W 15 roku prefekt Judei Waleriusz Gratus pozbawił go urzędu. Następcą Annasza został Izmael syn Fabiego.
Annasz odegrał istotną rolę w procesie Jezusa z Nazaretu. To w jego pałacu odbyło się pierwsze przesłuchanie. Nie pełnił wówczas już żadnego oficjalnego urzędu, lecz jak podaje Biblia Tysiąclecia w przypisie, "cieszył się wielką powagą u ludu".

Arcykapłan [Annasz] więc zapytał Jezusa o Jego uczniów i o Jego naukę. Jezus mu odpowiedział: «Ja przemawiałem jawnie przed światem. Uczyłem zawsze w synagodze i w świątyni, gdzie się gromadzą wszyscy Żydzi. Potajemnie zaś nie uczyłem niczego. Dlaczego Mnie pytasz? Zapytaj tych, którzy słyszeli, co im mówiłem. Oto oni wiedzą, co powiedziałem». Gdy to powiedział, jeden ze sług obok stojących spoliczkował Jezusa, mówiąc: «Tak odpowiadasz arcykapłanowi?» Odrzekł mu Jezus: «Jeżeli źle powiedziałem, udowodnij, co było złego. A jeżeli dobrze, to dlaczego Mnie bijesz?» Następnie Annasz wysłał Go związanego do arcykapłana Kajfasza.

Według Dziejów Apostolskich Annasz jako członek Sanhedrynu brał udział w przesłuchaniu apostołów Piotra i Jana, gdy uzdrowili chromego w okolicy świątyni jerozolimskiej.
Pięciu synów Annasza zostało arcykapłanami. Byli to:
- Eleazar, arcykapłan w latach 16-17,
- Jonatan, arcykapłan w latach 36-37,
- Teofil, arcykapłan w latach 37-41,
- Mattias, arcykapłan w latach 42-43/44,
- Annasz Młodszy, arcykapłan w 62 roku.

Arcykapłanem był także zięć Annasza - Józef Kajfasz (w latach 18-36).
Annasz pojawia się w apokryficznej Protoewangelii Jakuba - według niej miał przesłuchiwać Józefa z Nazaretu w sprawie zagadkowej ciąży Marii z Nazaretu.